# Sabine Schöffmann
Sabine Schöffmann, épouse Payer, née le 28 juillet 1992, est un snowboardeuse autrichienne, spécialiste du slalom parallèle.

## Palmarès

### Championnats du monde
- Championnats du monde 2023 à Bakuriani (Géorgie) :
  -  Médaille d'argent en slalom parallèle par équipes.
  -  Médaille de bronze en slalom parallèle.

### Coupe du monde de snowboard
- 32 podiums dont 10 victoires.

#### Détails des victoires
| Épreuve / Édition | Slalom parallèle  | Slalom géant parallèle |
| ----------------- | ----------------- | ---------------------- |
| 2014-2015         | Montafon          |                        |
| 2016-2017         | Winterberg        |                        |
| 2017-2018         | Cortina d'Ampezzo |                        |
| 2021-2022         |                   | Scuol                  |
| 2022-2023         | Winterberg        | Rogla                  |
| 2023-2024         |                   | Simonhöhe              |
| 2024-2025         | Mylin Winterberg  | Cortina d'Ampezzo      |